# Saison 2019-2020 du Liverpool FC
Maillots
Chronologie
Saison précédente Saison suivante
La saison 2019-2020 est la 128e saison de Liverpool FC et leur 58e saison consécutive dans l'élite du football anglais. C'est également la 28e saison consécutive du club en Premier League. Depuis le 11 mars 2020, il a été décidé à l'unanimité de suspendre le football professionnel en Angleterre jusqu'au 4 avril 2020 en raison de la pandemie du Coronavirus.
Le club participe à la FA Cup, à la Carabao Cup, à la Ligue des Champions, au Community Shield, à la Supercoupe de l'UEFA et à la Coupe du monde des clubs de la FIFA. La saison commence le 1er juillet 2019 et se termine le 30 juin 2020.

## Saison
Le club a remporté la Ligue des Champions contre Tottenham Hotspur durant la saison dernière, la saison commence avec les deux super coupes pour lesquelles Liverpool s'est qualifié en fonction de leurs performances de la saison précédente. Le club a terminé en deuxième place du championnat, Liverpool a disputé le Community Shield 2019 contre Manchester City en s'inclinant 5 à 4 aux tirs au but.
Le vainqueur de la Ligue des Champions, le club a dispute la Supercoupe de l'UEFA contre Chelsea FC en remportant 5 à 4 aux tirs au but. Grâce à cette victoire, Liverpool a gagné sa quatrième supercoupe de l'UEFA de l'histoire du club. 
Liverpool a été éliminé en quarts de finale de la Carabao Cup par Aston Villa après avoir aligné une équipe largement inexpérimentée des moins de 23 ans de Liverpool qui a été dirigé par l'entraineur Neil Critchley tandis que l'équipe première a participé à la Coupe du monde des clubs de la FIFA 2019 sous Klopp au Qatar. Le club a terminé deuxième à trois reprises de la coupe du monde des clubs, Liverpool a remporté sa première Coupe du Monde des Clubs de la FIFA en remportant contre le club brésilien CR Flamengo 1-0 en prolongation durant la finale. Le club devient la première équipe anglaise à remporter les triples internationaux de l'UEFA : la Ligue des Champions, la Supercoupe de l'UEFA et la Coupe du Monde des Clubs de la FIFA,.
Depuis le 7 mars 2020, Liverpool est en tête de la Premier League avec le même record de points avec le champion en titre Manchester City de 25 points avec 28 matchs joués (27 victoires, 1 nul et 1 défaite),. Liverpool a établi le Record de haut vol en Angleterre avec 22 victoires consécutives à domicile (en cours) en battant son propre record établi en 1972 et égalé le record en Premier league de 18 victoires consécutives,. Liverpool a connu une séquence de 44 matches sans défaite en championnat qui est la deuxième plus longue de son histoire mais elle est terminée le 29 février 2020 par Watford FC.
Liverpool n'a pas réussi à défendre son titre en Ligue des Champions en quittant la compétition en huitième de finale après une défaite de 4 - 2 sur deux manches contre Atlético Madrid.

## Effectif de la saison

### Joueurs
Ce tableau liste l'effectif professionnel de Liverpool FC pour la saison 2019-2020.
| N°                 | Poste | Nat.                    | Nom                     | Date de Naissance   | Sélection          | Club Précédent    | Contrat   |
| ------------------ | ----- | ----------------------- | ----------------------- | ------------------- | ------------------ | ----------------- | --------- |
| Gardiens de but    |       |                         |                         |                     |                    |                   |           |
| 1                  | G     | Drapeau du Brésil       | Alisson                 | 02/10/1992 (32 ans) | Brésil             | AS Rome           | 2018-2024 |
| 13                 | G     | Drapeau de l'Espagne    | Adrián                  | 03/01/1987 (38 ans) | –                  | West Ham United   | 2019-2021 |
| 22                 | G     | Drapeau de l'Angleterre | Andy Lonergan           | 13/10/1983 (41 ans) | –                  | Middlesbrough     | 2019-2020 |
| 62                 | G     | Drapeau de l'Irlande    | Caoimhin Kelleher       | 23/11/1998 (26 ans) | Irlande espoirs    | Formé au club     | 2019-     |
| Défenseurs         |       |                         |                         |                     |                    |                   |           |
| 2                  | D     | Drapeau de l'Angleterre | Nathaniel Clyne         | 05/04/1991 (33 ans) | Angleterre         | → AFC Bournemouth | 2015-2020 |
| 4                  | D     | Drapeau des Pays-Bas    | Virgil van Dijk         | 08/07/1991 (33 ans) | Pays-Bas           | Southampton FC    | 2018-2023 |
| 6                  | D     | Drapeau de la Croatie   | Dejan Lovren            | 05/07/1989 (35 ans) | Croatie            | Southampton FC    | 2014-2021 |
| 12                 | D     | Drapeau de l'Angleterre | Joe Gomez               | 23/05/1997 (27 ans) | Angleterre         | Charlton Athletic | 2015-2022 |
| 26                 | D     | Drapeau de l'Écosse     | Andrew Robertson        | 11/03/1994 (31 ans) | Écosse             | Hull City         | 2017-2021 |
| 32                 | D     | Drapeau du Cameroun     | Joël Matip              | 08/08/1991 (33 ans) | Cameroun           | Schalke 04        | 2016-2020 |
| 51                 | D     | Drapeau des Pays-Bas    | Ki-Jana Hoever          | 18/01/2002 (23 ans) | Pays-Bas -18 ans   | Formé au club     | 2019-2022 |
| 66                 | D     | Drapeau de l'Angleterre | Trent Alexander-Arnold  | 07/10/1998 (26 ans) | Angleterre         | Formé au club     | 2016-2021 |
| 72                 | D     | Drapeau des Pays-Bas    | Sepp van den Berg       | 20/12/2001 (23 ans) | Pays-Bas -19 ans   | PEC Zwolle        | 2019-2022 |
| Milieux de terrain |       |                         |                         |                     |                    |                   |           |
| 3                  | M     | Drapeau du Brésil       | Fabinho                 | 23/10/1993 (31 ans) | Brésil             | AS Monaco         | 2018-2023 |
| 5                  | M     | Drapeau des Pays-Bas    | Georginio Wijnaldum     | 11/11/1990 (34 ans) | Pays-Bas           | Newcastle United  | 2016-2021 |
| 7                  | M     | Drapeau de l'Angleterre | James Milner            | 04/01/1986 (39 ans) | Angleterre         | Manchester City   | 2015-2022 |
| 8                  | M     | Drapeau de la Guinée    | Naby Keïta              | 10/02/1995 (30 ans) | Guinée             | RB Leipzig        | 2018-2023 |
| 14                 | M     | Drapeau de l'Angleterre | Jordan Henderson        | 17/06/1990 (34 ans) | Angleterre         | Sunderland AFC    | 2011-2020 |
| 15                 | M     | Drapeau de l'Angleterre | Alex Oxlade-Chamberlain | 15/08/1993 (31 ans) | Angleterre         | Arsenal FC        | 2017-2022 |
| 18                 | M     | Drapeau du Japon        | Takumi Minamino         | 16/01/1995 (30 ans) | Japon              | RB Salzbourg      | 2020-     |
| 20                 | M     | Drapeau de l'Angleterre | Adam Lallana            | 10/05/1988 (36 ans) | Angleterre         | Southampton FC    | 2014-2020 |
| 23                 | M     | Drapeau de la Suisse    | Xherdan Shaqiri         | 10/10/1991 (33 ans) | Suisse             | Stoke City        | 2018-2023 |
| 48                 | M     | Drapeau de l'Angleterre | Curtis Jones            | 30/01/2001 (24 ans) | Angleterre -19 ans | Formé au club     | 2018-2024 |
| 67                 | M     | Drapeau de l'Angleterre | Harvey Elliott          | 04/04/2003 (21 ans) | Angleterre -17 ans | Fulham FC         | 2018-2023 |
| Attaquants         |       |                         |                         |                     |                    |                   |           |
| 9                  | A     | Drapeau du Brésil       | Roberto Firmino         | 02/10/1991 (33 ans) | Brésil             | 1899 Hoffenheim   | 2015-2023 |
| 10                 | A     | Drapeau du Sénégal      | Sadio Mané              | 10/04/1992 (32 ans) | Sénégal            | Southampton FC    | 2016-2021 |
| 11                 | A     | Drapeau de l'Égypte     | Mohamed Salah           | 15/06/1992 (32 ans) | Égypte             | AS Roma           | 2017-2022 |
| 27                 | A     | Drapeau de la Belgique  | Divock Origi            | 18/04/1995 (29 ans) | Belgique           | LOSC Lille        | 2014-2020 |

### Encadrement technique
| Encadrement technique      |                                 |
| Poste                      | Nom                             |
| Entraineur                 | Jürgen Klopp                    |
| Entraîneur(s) adjoint(s)   | Pepijn Lijnders Peter Krawietz  |
| Préparateur(s) physique(s) | Andreas Kornmayer David Rydings |
| Entraîneur(s) des gardiens | John Achterberg                 |
| Médecin(s)                 | Andrew Massey                   |

### Joueurs prêtes
Le tableau suivant liste les joueurs en prêt pour la saison 2019-2020.
| Joueurs prêtés |       |                           |                |                     |                    |                   |
| N°             | Poste | Nat.                      | Nom            | Date de Naissance   | Sélection          | Club en prêt      |
| 1              | G     | Drapeau de l'Allemagne    | Loris Karius   | 22/06/1993 (31 ans) | Allemagne espoirs  | Beşiktaş JK       |
| 73             | G     | Drapeau de la Pologne     | Kamil Grabara  | 08/01/1999 (26 ans) | Pologne espoirs    | Huddersfield Town |
| 46             | D     | Drapeau de l'Angleterre   | Rhys Williams  | 03/02/2001 (24 ans) | Angleterre espoirs | Harriers          |
| 16             | M     | Drapeau de la Serbie      | Marko Grujić   | 13/04/1996 (28 ans) | Serbie             | Hertha Berlin     |
| 53             | M     | Drapeau de l'Angleterre   | Ovie Ejaria    | 18/11/1997 (27 ans) | Angleterre espoirs | Reading FC        |
| 54             | M     | Drapeau de l'Angleterre   | Sheyi Ojo      | 19/06/1997 (27 ans) | Angleterre espoirs | Rangers FC        |
| 59             | M     | Drapeau du pays de Galles | Harry Wilson   | 22/03/1997 (28 ans) | Pays de Galles     | AFC Bournemouth   |
| 58             | A     | Drapeau du pays de Galles | Ben Woodburn   | 15/10/1999 (25 ans) | Pays de Galles     | Oxford United     |
| —              | A     | Drapeau du Nigeria        | Taiwo Awoniyi  | 12/08/1997 (27 ans) | Nigeria -23 ans    | 1. FSV Mayence 05 |
| 24             | A     | Drapeau de l'Angleterre   | Rhian Brewster | 01/04/2000 (24 ans) | Angleterre espoirs | Swansea           |

## Transferts
| Joueur                   | Nationalité    | Poste | Transfert                          | Période         | Provenance/Destination | Division               | Date de l'officialisation | Référence |
| ------------------------ | -------------- | ----- | ---------------------------------- | --------------- | ---------------------- | ---------------------- | ------------------------- | --------- |
| Arrivées                 |                |       |                                    |                 |                        |                        |                           |           |
| Marko Grujić             | Serbie         | MC    | Retour de Prêt                     | Mercato d'été   | Hertha BSC             | Bundesliga             | 1er juillet 2019          |           |
| Sheyi Ojo                | Angleterre     | AD    | Retour de Prêt                     | Mercato d'été   | Stade de Reims         | Ligue 1                | 1er juillet 2019          |           |
| Sepp van den Berg        | Pays-Bas       | DC    | Transfert (3 M€)                   | Mercato d'été   | PEC Zwolle             | Eredivisie             | 1er juillet 2019          | [ 13 ]    |
| Harvey Elliott           | Angleterre     | MC    | Transfert (Gratuit)                | Mercato d'été   | Fulham                 | Championship           | 28 juillet 2019           |           |
| Adrián                   | Espagne        | GB    | Transfert (Gratuit)                | Mercato d'été   | West Ham United        | Premier League         | 5 août 2019               | [ 14 ]    |
| Andy Lonergan            | Angleterre     | GB    | Transfert (Gratuit)                | Mercato d'été   | Middlesbrough          | Championship           | 12 août 2019              | [ 15 ]    |
| Takumi Minamino          | Angleterre     | AG    | Transfert (8 M€)                   | Mercato d'hiver | Red Bull Salzbourg     | O-Bundesliga           | 1er janvier 2020          | [ 16 ]    |
| Dépenses totales : 11 M€ |                |       |                                    |                 |                        |                        |                           |           |
| Départs                  |                |       |                                    |                 |                        |                        |                           |           |
| Daniel Sturridge         | Angleterre     | BU    | Transfert (Libre)                  | Mercato d'été   | Trabzonspor            | Super Lig              | 1er juillet 2019          | [ 17 ]    |
| Alberto Moreno           | Espagne        | DG    | Transfert (Libre)                  | Mercato d'été   | Villarreal CF          | La Liga                | 1er juillet 2019          | [ 18 ]    |
| Ádám Bogdán              | Hongrie        | GB    | Transfert (Gratuit)                | Mercato d'été   | Hibernian FC           | Scottish Premiership   | 1er juillet 2019          |           |
| Connor Randall           | Angleterre     | DD    | Transfert (Gratuit)                | Mercato d'été   | FK Arda Kardjali       | Première Ligue Bulgare | 1er juillet 2019          |           |
| Rafael Camacho           | Portugal       | AD    | Transfert (5 M€)                   | Mercato d'été   | Sporting CP            | Primeira Liga          | 1er juillet 2019          | [ 19 ]    |
| Danny Ings               | Angleterre     | BU    | Transfert (22,2 M€)                | Mercato d'été   | Southampton            | Premier League         | 1er juillet 2019          | [ 20 ]    |
| Allan                    | Brésil         | MC    | Prêt                               | Mercato d'été   | Fluminense             | Brasileirão            | 1er juillet 2019          |           |
| Marko Grujić             | Serbie         | MC    | Prêt (+option d'achat de 2 M€)     | Mercato d'été   | Hertha BSC             | Bundesliga             | 1er juillet 2019          | [ 21 ]    |
| Sheyi Ojo                | Angleterre     | AD    | Prêt                               | Mercato d'été   | Rangers FC             | Scottish Premiership   | 1er juillet 2019          | [ 22 ]    |
| Conor Masterson          | Irlande        | DC    | Transfert (Libre)                  | Mercato d'été   | Queen Park Rangers     | Championship           | 3 juillet 2019            |           |
| Kamil Grabara            | Pologne        | GB    | Prêt                               | Mercato d'été   | Huddersfield Town      | Championship           | 15 juillet 2019           | [ 23 ]    |
| Ben Woodburn             | Pays de Galles | MC    | Prêt                               | Mercato d'été   | Oxford United          | League One             | 30 juillet 2019           | [ 24 ]    |
| Simon Mignolet           | Belgique       | GB    | Transfert (7 M€)                   | Mercato d'été   | Club Bruges KV         | Jupiler Pro League     | 5 août 2019               | [ 25 ]    |
| Taiwo Awoniyi            | Nigeria        | BU    | Prêt (+option d'achat de 500 000€) | Mercato d'été   | FSV Mayence 05         | Bundesliga             | 6 août 2019               | [ 26 ]    |
| Harry Wilson             | Pays de Galles | AD    | Prêt (+option d'achat 2,7 M€)      | Mercato d'été   | Bournemouth            | Premier League         | 6 août 2019               | [ 27 ]    |
| Nathaniel Phillips       | Angleterre     | DC    | Prêt                               | Mercato d'été   | VfB Stuttgart          | 2.Bundesliga           | 7 août 2019               | [ 28 ]    |
| George Johnston          | Écosse         | DC    | Transfert (0,3 M€)                 | Mercato d'été   | Feyenoord Rotterdam    | Eredivisie             | 7 août 2019               | [ 29 ]    |
| Ovie Ejaria              | Angleterre     | MC    | Prêt                               | Mercato d'été   | Reading FC             | Championship           | 8 août 2019               | [ 30 ]    |
| Ryan Kent                | Angleterre     | AG    | Transfert (7,2 M€)                 | Mercato d'été   | Rangers FC             | Scottish Premiership   | 2 septembre 2019          | [ 31 ]    |
| Bobby Duncan             | Angleterre     | BU    | Transfert (1,8 M€)                 | Mercato d'été   | ACF Fiorentina         | Serie A                | 2 septembre 2019          | [ 32 ]    |
| Rhian Brewster           | Angleterre     | BU    | Prêt                               | Mercato d'hiver | Swansea City           | Championship           | 7 janvier 2020            | [ 33 ]    |
| Allan                    | Brésil         | MC    | Transfert (3,5 M€)                 | Mercato d'hiver | Atlético Mineiro       | Brasileirão            | 9 janvier 2020            | [ 34 ]    |
| Nathaniel Phillips       | Angleterre     | DC    | Prêt                               | Mercato d'hiver | VfB Stuttgart          | 2.Bundesliga           | 13 janvier 2020           | [ 35 ]    |
| Dépenses totales : 47 M€ |                |       |                                    |                 |                        |                        |                           |           |

## Nouveaux contrats

### Joueurs
Ce tableau liste des nouveaux contrats des joueurs de la Liverpool FC pour la saison 2019-2020.

| N° | Joueurs                 | Nationalité | Position          | Date de la Signature | Fin du contrat | Référence |
| -- | ----------------------- | ----------- | ----------------- | -------------------- | -------------- | --------- |
| 27 | Divock Origi            | Belgique    | Attaquant         | 10 juillet 2019      | 30 juin 2024   | [ 36 ]    |
| 73 | Kamil Grabara           | Pologne     | Gardien de but    | 15 juillet 2019      | 30 juin 2022   | [ 37 ]    |
| 51 | Ki-Jana Hoever          | Pays-Bas    | Défenseur         | 31 juillet 2019      | -              | [ 38 ]    |
| 47 | Nathaniel Phillips      | Angleterre  | Défenseur         | 7 août 2019          | 30 juin 2021   | [ 39 ]    |
| 48 | Curtis Jones            | Angleterre  | Milieu de terrain | 16 août 2019         | 30 juin 2024   | [ 40 ]    |
| 15 | Alex Oxlade-Chamberlain | Angleterre  | Milieu de terrain | 22 août 2019         | 30 juin 2023   | [ 41 ]    |
| 32 | Joël Matip              | Cameroun    | Défenseur         | 18 octobre 2019      | 30 juin 2024   | [ 42 ]    |
| 7  | James Milner            | Angleterre  | Milieu de terrain | 13 décembre 2019     | 30 juin 2022   | [ 43 ]    |

### Entraîneur
| Entraineur   | Nationalité | Date de la Signature | Fin du contrat | Référence |
| ------------ | ----------- | -------------------- | -------------- | --------- |
| Jürgen Klopp | Allemagne   | 13 décembre 2019     | 30 juin 2024   | [ 44 ]    |

## Maillots des joueurs
Le maillot domicile, extérieur et third pour la saison 2019-2020 :
| Domicile · (2019-2020) |

| Extérieur · (2019-2020) |

| Third · (2019-2020) |

## Préparation d'Avant-Saison
En juin 2019, Liverpool FC a annoncé son calendrier de pré-saison.
1. ↑  plus grande participation à un match de football en Écosse depuis la finale de la Coupe d'Écosse de 1989

## Compétitions
| Community Shield                                  | Supercoupe de l'UEFA                              | Premier League                 | FA Cup                                   | Carabao Cup                                | Ligue des Champions                                            | Coupe du Monde des Clubs de la FIFA     |
| ------------------------------------------------- | ------------------------------------------------- | ------------------------------ | ---------------------------------------- | ------------------------------------------ | -------------------------------------------------------------- | --------------------------------------- |
| Défaite contre Manchester City (1 - 1) (4 - 5)tab | Vainqueur contre Chelsea FC (2 - 2) ap (5 - 4)tab | 1re place (en cours) 82 points | Cinquième Tour contre Chelsea FC (2 - 1) | Quart de Finale contre Aston Villa (5 - 0) | Huitième de Finale contre Atlético Madrid (1 - 0) - (2 - 3) ap | Vainqueur contre CR Flamengo (1 - 0) ap |
| 0V 0N 1D                                          | 1V 0N 0D                                          | 27V 1N 1D                      | 2V 1N 1D                                 | 1V 1N 1D                                   | 4V 1N 3D                                                       | 2V 0N 0D                                |
| TOTAL : 37V 4N 7D                                 |                                                   |                                |                                          |                                            |                                                                |                                         |

### Premier League
Le 13 juin 2019, les rencontres de la Premier League ont été annoncées.

#### Première Partie du Championnat
| Date                                | Heure | Journée                           | Adversaire              | Lieu                       | Score | Buteurs de Liverpool                                                                                           | Buteurs de l'Adversaire                  | Cartons de Liverpool                             | Cartons de l'Adversaire                             | Places    | Public |
| ----------------------------------- | ----- | --------------------------------- | ----------------------- | -------------------------- | ----- | --- | ---------------------------------------- | ------------------------------------------------ | --------------------------------------------------- | --------- | ------ |
| Vendredi 9 août 2019                | 20h00 | 1re journée                       | Norwich City            | Anfield                    | 4 - 1 | Hanley 7e (csc) · ( Firmino) Salah 19e · ( Salah) Van Dijk 28e · ( Alexander-Arnold) Origi 42e                 | 64e Pukki ( E. Buendía)                  |                                                  | 60e Leitner · 65e Emi                               | 3e (+3)   | 53 310 |
| Samedi 17 août 2019                 | 15h00 | 2e journée                        | Southampton FC          | St Mary's Stadium          | 1 - 2 | 45+1e Mané ( Milner) · 71e Firmino ( Mané)                                                                     | Ings 83e                                 | 79e Alexander-Arnold                             | Romeu 36e · Djenepo 84e                             | 1re (+4)  | 31 712 |
| Samedi 24 août 2019                 | 17h30 | 3e journée                        | Arsenal FC              | Anfield                    | 3 - 1 | ( Alexander-Arnold) Matip 41e · ( Fabinho) Salah 49e (pen.) 58e                                                | 85e Torreira                             | Fabinho 90+3e                                    | 48e David Luiz                                      | 1re (+6)  | 53 298 |
| Samedi 31 août 2019                 | 17h30 | 4e journée                        | Burnley FC              | Turf Moor                  | 0 - 3 | 33e (csc) Wood · 37e Mané ( Firmino) · 80e Firmino ( Salah)                                                    |                                          |                                                  |                                                     | 1re (+9)  | 21 762 |
| Samedi 14 septembre 2019            | 12h30 | 5e journée                        | Newcastle United        | Anfield                    | 3 - 1 | ( Robertson) Mané 28e 40e · ( Firmino) Salah 72e                                                               | 7e Willems ( Atsu)                       |                                                  |                                                     | 1re (+11) | 53 330 |
| Dimanche 22 septembre 2019          | 16h30 | 6e journée                        | Chelsea FC              | Stamford Bridge            | 1 - 2 | 14e Alexander-Arnold ( Salah) · 30e Firmino ( Robertson)                                                       | ( Azpilicueta) Kanté 71e                 | 57e Alexander-Arnold · 78e Fabinho · 86e Milner  | Tomori 20e · Kovačić 84e · Alonso 90+4e             | 1re (+12) | 40 398 |
| Samedi 28 septembre 2019            | 12h30 | 7e journée                        | Sheffield United        | Bramall Lane               | 0 - 1 | 70e Wijnaldum                                                                                                  |                                          | 83e Adrián                                       | O'Connell 63e                                       | 1re (+13) | 31 774 |
| Samedi 5 octobre 2019               | 15h00 | 8e journée                        | Leicester City          | Anfield                    | 2 - 1 | ( Milner) Mané 40e · Milner 90+5e (pen.)                                                                       | 80e Maddison ( Pérez)                    | Fabinho 39e                                      | 30e Ndidi · 53e Söyüncü · 69e Evans · 90e Choudhury | 1re (+14) | 53 322 |
| Dimanche 20 octobre 2019            | 16h30 | 9e journée                        | Manchester United       | Old Trafford               | 1 - 1 | 85e Lallana ( Robertson)                                                                                       | ( James) Rashford 36e                    | 70e Fabinho                                      |                                                     | 1re (+14) | 73 737 |
| Dimanche 27 octobre 2019            | 16h30 | 10e journée                       | Tottenham Hotspur       | Anfield                    | 2 - 1 | Henderson 52e · Salah 75e (pen.)                                                                               | 1re Kane                                 | Lovren 50e · Alexander-Arnold 64e · Milner 90+1e | 36e Sissoko · 37e Rose · 72e Ndombele               | 1re (+15) | 53 222 |
| Samedi 2 novembre 2019              | 15h00 | 11e journée                       | Aston Villa             | Villa Park                 | 1 - 2 | 87e Robertson ( Mané) · 90+4e Mané ( Alexander-Arnold)                                                         | ( McGinn) Trézéguet 21e                  | 37e Mané · 58e Van Dijk                          | El Ghazi 81e                                        | 1re (+16) | 41 878 |
| Dimanche 10 novembre 2019           | 16h30 | 12e journée                       | Manchester City         | Anfield                    | 3 - 1 | Fabinho 6e · ( Robertson) Salah 13e · ( Henderson) Mané 51e                                                    | 78e B. Silva                             |                                                  | 65e Rodri · 90+5e Jesus                             | 1re (+18) | 53 324 |
| Samedi 23 novembre 2019             | 15h00 | 13e journée                       | Crystal Palace          | Selhurst Park              | 1 - 2 | 49e Mané ( Robertson) · 85e Firmino                                                                            | ( Townsend) Zaha 82e                     | 54e Fabinho                                      |                                                     | 1re (+19) | 25 486 |
| Samedi 30 novembre 2019             | 15h00 | 14e journée                       | Brighton & Hove Albion  | Anfield                    | 2 - 1 | Van Dijk 18e 24e ( Alexander-Arnold) ( Alexander-Arnold)                                                       | 79e Dunk                                 | Alisson 76e                                      |                                                     | 1re (+20) | 53 319 |
| Mercredi 4 décembre 2019            | 20h15 | 15e journée (Derby du Merseyside) | Everton                 | Anfield                    | 5 - 2 | ( Mané) ( Lovren) Origi 6e 31e · ( Mané) Shaqiri 17e · ( Alexander-Arnold) Mané 45e · ( Firmino) Wijnaldum 90e | 21e Keane · 45+3e Richarlison ( Bernard) | Alexander-Arnold 27e                             | 31e Richarlison · 67e Davies                        | 1re (+23) | 53 094 |
| Samedi 7 décembre 2019              | 15h00 | 16e journée                       | AFC Bournemouth         | Vitality Stadium           | 0 - 3 | 35e Oxlade-Chamberlain ( Henderson) · 44e Keïta ( Salah) · 54e Salah ( Keïta)                                  |                                          | 39e Gomez                                        |                                                     | 1re (+26) | 10 832 |
| Samedi 14 décembre 2019             | 12h30 | 17e journée                       | Watford FC              | Anfield                    | 2 - 0 | ( Mané) ( Origi) Salah 38e 90e                                                                                 |                                          | Henderson 43e · Milner 57e                       | 24e Hughes                                          | 1re (+28) | 53 311 |
| Mercredi 29 janvier 2020            | 19h45 | 18e journée                       | West Ham United         | Stade olympique de Londres | 0 - 2 | 35e (pen.) Salah · 52e Oxlade-Chamberlain ( Salah)                                                             |                                          |                                                  | Diop 34e · Noble 43e                                | 1re (+30) | 59 959 |
| Jeudi 26 décembre 2019 (Boxing Day) | 20h00 | 19e journée                       | Leicester City          | King Power Stadium         | 0 - 4 | 31e 74e Firmino ( Alexander-Arnold) ( Alexander-Arnold) · 71e (pen.) Milner · 78e Alexander-Arnold ( Mané)     |                                          | 62e Gomez                                        | Maddison 73e                                        | 1re (+34) | 32 211 |
| Dimanche 29 décembre 2019           | 16h30 | 20e journée                       | Wolverhampton Wanderers | Anfield                    | 1 - 0 | ( Lallana) Mané 42e                                                                                            |                                          | Lallana 45+1e                                    |                                                     | 1re (+35) | 53 326 |

#### Deuxième Partie du Championnat
| Date                     | Heure | Journée     | Adversaire              | Lieu                       | Score | Buteurs de Liverpool                                                                                 | Buteurs de l'Adversaire                                 | Cartons de Liverpool               | Cartons de l'Adversaire          | Places    | Public |
| ------------------------ | ----- | ----------- | ----------------------- | -------------------------- | ----- | --- | ------------------------------------------------------- | ---------------------------------- | -------------------------------- | --------- | ------ |
| Jeudi 2 janvier 2020     | 20h00 | 21e journée | Sheffield United        | Anfield                    | 2 - 0 | ( Robertson) Salah 4e · Mané 64e                                                                     |                                                         |                                    |                                  | 1re (+37) | 53 321 |
| Samedi 11 janvier 2020   | 17h30 | 22e journée | Tottenham Hotspur       | Tottenham Hotspur Stadium  | 0 - 1 | 37e Firmino ( Salah)                                                                                 |                                                         | 23e Gomez · 39e Oxlade-Chamberlain |                                  | 1re (+36) | 61 023 |
| Dimanche 19 janvier 2020 | 16h30 | 23e journée | Manchester United       | Anfield                    | 2 - 0 | ( Alexander-Arnold) Van Dijk 14e · ( Alisson) Salah 90+3e                                            |                                                         | Salah 90+4e                        | 8e Matić · 25e De Gea · 72e Shaw | 1re (+40) | 52 916 |
| Jeudi 23 janvier 2020    | 20h00 | 24e journée | Wolverhampton Wanderers | Molineux Stadium           | 1 - 2 | 8e Henderson ( Alexander-Arnold) · 84e Firmino ( Henderson)                                          | ( Traoré) Jiménez 51e                                   | 56e Robertson                      |                                  | 1re (+41) | 31 746 |
| Samedi 1er février 2020  | 15h00 | 25e journée | Southampton FC          | Anfield                    | 4 - 0 | ( Firmino) Oxlade-Chamberlain 47e · ( Firmino) Henderson 60e · ( Henderson) ( Firmino) Salah 71e 90e |                                                         |                                    | 65e Ward-Prowse · 89e Stephens   | 1re (+45) | 53 291 |
| Samedi 15 février 2020   | 17h30 | 26e journée | Norwich City            | Carrow Road                | 0 - 1 | 78e Mané ( Henderson)                                                                                |                                                         | 83e Keïta · 90e Mané               | Hanley 41e                       | 1re (+46) | 27 110 |
| Lundi 24 février 2020    | 20h00 | 27e journée | West Ham United         | Anfield                    | 3 - 2 | ( Alexander-Arnold) Wijnaldum 9e · ( Robertson) Salah 68e · ( Alexander-Arnold) Mané 81e             | 12e Diop ( Snodgrass) · 54e Fornals ( Rice)             |                                    | 51e Rice · 66e Diop · 80e Noble  | 1re (+47) | 53 313 |
| Samedi 29 février 2020   | 17h30 | 28e journée | Watford FC              | Vicarage Road              | 3 - 0 | | ( Doucouré) ( Deeney) Sarr 54e 60e · ( Sarr) Deeney 72e |                                    |                                  | 1re (+44) | 21 634 |
| Samedi 7 mars 2020       | 12h30 | 29e journée | AFC Bournemouth         | Anfield                    | 2 - 1 | ( Mané) Salah 25e · ( Van Dijk) Mané 33e                                                             | 9e C. Wilson ( Lerma)                                   |                                    | 90+2e C. Wilson                  | 1re (+45) | 53 323 |
| Reporté                  |       | 30e journée | Everton FC              | Goodison Park              |       | |                                                         |                                    |                                  |           |        |
| Reporté                  |       | 31e journée | Crystal Palace          | Anfield                    |       | |                                                         |                                    |                                  |           |        |
| Reporté                  |       | 32e journée | Manchester City         | City of Manchester Stadium |       | |                                                         |                                    |                                  |           |        |
| Reporté                  |       | 33e journée | Aston Villa             | Anfield                    |       | |                                                         |                                    |                                  |           |        |
| Reporté                  |       | 34e journée | Brighton & Hove Albion  | Falmer Stadium             |       | |                                                         |                                    |                                  |           |        |
| Reporté                  |       | 35e journée | Burnley FC              | Anfield                    |       | |                                                         |                                    |                                  |           |        |
| Reporté                  |       | 36e journée | Arsenal FC              | Emirates Stadium           |       | |                                                         |                                    |                                  |           |        |
| Reporté                  |       | 37e journée | Chelsea FC              | Anfield                    |       | |                                                         |                                    |                                  |           |        |
| Reporté                  |       | 38e journée | Newcastle United        | St James' Park             |       | |                                                         |                                    |                                  |           |        |

### Classement
| Rang | Équipe                | Pts | J  | G  | N  | P  | Bp  | Bc | Diff | Qualification ou relégation                                      |
| ---- | --------------------- | --- | -- | -- | -- | -- | --- | -- | ---- | ---------------------------------------------------------------- |
| 1    | Liverpool FC          | 99  | 38 | 32 | 3  | 3  | 85  | 33 | +52  | Qualification pour la phase de groupes de la Ligue des champions |
| 2    | Manchester City T S L | 81  | 38 | 26 | 3  | 9  | 102 | 35 | +67  | Qualification pour la phase de groupes de la Ligue des champions |
| 3    | Manchester United     | 66  | 38 | 18 | 12 | 8  | 66  | 36 | +30  | Qualification pour la phase de groupes de la Ligue des champions |
| 4    | Chelsea FC            | 66  | 38 | 20 | 6  | 12 | 69  | 54 | +15  | Qualification pour la phase de groupes de la Ligue des champions |
| 5    | Leicester City        | 62  | 38 | 18 | 8  | 12 | 67  | 41 | +26  | Qualification pour la phase de groupes de la Ligue Europa        |

1. ↑  Manchester City a été banni de toutes les compétitions interclubs de l'UEFA pour les saisons 2020-2021 et 2021-2022 par l'instance de contrôle financier des clubs de l'UEFA depuis le 14 février 2020 en raison de violations du Fair-play financier.[48] La décision a été portée en appel devant le Tribunal arbitral du sport (TAS) depuis le 26 février 2020.[49]. Le 13 juillet 2020, le TAS décide d'annuler la suspension du fair-play financier mais le club doit payer une amende de 10 millions d'euros[50]

#### Évolution du classement et des résultats
| Journée  | 1  | 2   | 3   | 4   | 5   | 6   | 7   | 8   | 9   | 10  | 11  | 12  | 13  | 14  | 15  | 16  | 17  | 18  | 19  | 20  | 21  | 22  | 23  | 24  | 25  | 26  | 27  | 28  | 29  | 30  | 31  | 32  | 33  | 34  | 35  | 36  | 37 | 38 | Journées en tête |
| -------- | -- | --- | --- | --- | --- | --- | --- | --- | --- | --- | --- | --- | --- | --- | --- | --- | --- | --- | --- | --- | --- | --- | --- | --- | --- | --- | --- | --- | --- | --- | --- | --- | --- | --- | --- | --- | -- | -- | ---------------- |
| Résultat | V  | V   | V   | V   | V   | V   | V   | V   | N   | V   | V   | V   | V   | V   | V   | V   | V   | V   | V   | V   | V   | V   | V   | V   | V   | V   | V   | D   | V   |     |     |     |     |     |     |     |    |    | —                |
| Rang     | 3e | 1er | 1er | 1er | 1er | 1er | 1er | 1er | 1er | 1er | 1er | 1er | 1er | 1er | 1er | 1er | 1er | 1er | 1er | 1er | 1er | 1er | 1er | 1er | 1er | 1er | 1er | 1er | 1er | 1er | 1er | 1er | 1er | 1er | 1er | 1er | e  | e  | 36               |

### FA Cup
Liverpool est entré dans la compétition au troisième tour. Le tirage au sort du troisième tour a été effectué le 2 décembre 2019. Le tirage au sort du quatrième tour a été effectué par Alex Scott et David O'Leary le lundi 6 janvier 2020.

### Carabao Cup
Liverpool est entré dans la compétition au troisième tour. Le tirage au sort a été confirmé le 28 août 2019 en direct sur Sky Sports. Le tirage au sort du quatrième tour a été effectué le 25 septembre 2019. Le tirage au sort des quarts de finale a eu lieu le 31 octobre 2019 en direct sur BBC Radio 2.

### Ligue des Champions

#### Phase des Groupes
Liverpool est entré dans la compétition en phase de groupes après sa deuxième place lors de la saison 2018-2019 de la Premier League. Liverpool a tiré SSC Naples, Red Bull Salzbourg et KRC Genk au tirage au sort pour la phase des groupes de la Ligue des Champions.
| Rang | Équipe             | Pts | J | G | N | P | Bp | Bc | Diff |  | Résultats (▼ dom., ► ext.) |     |     |     |     |
| ---- | ------------------ | --- | - | - | - | - | -- | -- | ---- |  | -------------------------- | --- | --- | --- | --- |
| 1    | Liverpool FC       | 13  | 6 | 4 | 1 | 1 | 13 | 8  | +5   |  | Liverpool FC               |     | 1-1 | 4-3 | 2-1 |
| 2    | SSC Naples         | 12  | 6 | 3 | 3 | 0 | 11 | 4  | +7   |  | SSC Naples                 | 2-0 |     | 1-1 | 4-0 |
| 3    | Red Bull Salzbourg | 7   | 6 | 2 | 1 | 3 | 16 | 13 | +3   |  | Red Bull Salzbourg         | 0-2 | 2-3 |     | 6-2 |
| 4    | KRC Genk           | 1   | 6 | 0 | 1 | 5 | 5  | 20 | -15  |  | KRC Genk                   | 1-4 | 0-0 | 1-4 |     |

#### Phase Finale
Le tirage au sort des huitièmes de finale a été confirmé le 16 décembre 2019.

## Statistiques

### Statistiques de la Saison
| Compétition                         | Premier Match     | Dernier Match    | Début             | Termine             | Matches joués | Gagnés | Nuls | Perdus | Buts pour | Buts contre | Différence |
| ----------------------------------- | ----------------- | ---------------- | ----------------- | ------------------- | ------------- | ------ | ---- | ------ | --------- | ----------- | ---------- |
| Community Shield                    | 4 août 2019       | -                | -                 | Finale              | 1             | 0      | 1    | 0      | 1         | 1           | +0         |
| Supercoupe de l'UEFA                | 14 août 2019      | -                | -                 | Vainqueur           | 1             | 0      | 1    | 0      | 2         | 2           | +0         |
| Premier League                      | 9 août 2019       | -                | 1er journée       | 38e journée         | 29            | 27     | 1    | 1      | 66        | 21          | +45        |
| Carabao Cup                         | 25 septembre 2019 | 17 décembre 2019 | 3e Tour           | Quart de Finale     | 3             | 1      | 1    | 1      | 7         | 10          | -3         |
| FA Cup                              | 5 janvier 2020    | 3 mars 2020      | 3e Tour           | 5e Tour             | 4             | 2      | 1    | 1      | 4         | 4           | +0         |
| Ligue des Champions                 | 17 septembre 2019 | 11 mars 2020     | Phase des groupes | Huitièmes de finale | 8             | 4      | 1    | 3      | 15        | 12          | +3         |
| Coupe du Monde des Clubs de la FIFA | 18 décembre 2019  | 21 décembre 2019 | Demi-Finale       | Vainqueur           | 2             | 2      | 0    | 0      | 3         | 1           | +2         |
| Total                               | -                 | -                | -                 | -                   | 48            | 36     | 6    | 6      | 98        | 51          | +47        |

### Statistiques individuelles

#### Compositions des matchs

##### Première partie de saison
| Match                                   | Joueurs titulaires                                                                                                   | Joueurs entrés en cours de jeu                                                                           |                                             | Match | Joueurs titulaires                                                                          | Joueurs entrés en cours de jeu |
| --------------------------------------- | --- | --- | ------------------------------------------- | --- | ------------------------------------------------------------------------------------------- | ------------------------------ |
| Liverpool FC - Norwich City 4-3-3       | Alisson Alexander-Arnold - Gomez - Van Dijk - Robertson Fabinho - Salah - Wijnaldum Henderson - Firmino - Origi      | Adrián ( 39e Alisson) · Mané ( 74e Origi) · Milner ( 86e Firmino)                                        | Southampton FC - Liverpool FC 4-3-3         | Alisson Alexander-Arnold - Matip - Van Dijk - Robertson Milner - Salah - Wijnaldum Oxlade-Chamberlain - Firmino - Mané       | Fabinho ( 74e Milner) · Salah ( 79e Origi) · Henderson ( 89e Oxlade-Chamberlain)            |                                |
|                                         | | |                                             | |                                                                                             |                                |
| Liverpool FC - Arsenal FC 4-3-3         | Adrián Alexander-Arnold - Matip - Van Dijk - Robertson Fabinho - Salah - Wijnaldum Henderson - Firmino - Mané        | Milner ( 69e Wijnaldum) · Oxlade-Chamberlain ( 77e Mané) · Lallana ( 86e Firmino)                        | Burnley FC - Liverpool FC 4-3-3             | Adrián Alexander-Arnold - Matip - Van Dijk - Robertson Henderson - Fabinho - Wijnaldum Salah - Firmino - Mané                | Oxlade-Chamberlain ( 71e Henderson) · Shaqiri ( 85e Firmino) · Origi ( 85e Mané)            |                                |
|                                         | | |                                             | |                                                                                             |                                |
| Liverpool FC - Newcastle United 4-3-3   | Adrián Alexander-Arnold - Matip - Van Dijk - Robertson Fabinho - Salah - Wijnaldum Oxlade-Chamberlain - Mané - Origi | Firmino ( 37e Origi) · Milner ( 75e Oxlade-Chamberlain) · Shaqiri ( 84e Wiljnaldum)                      | SSC Naples - Liverpool FC 4-3-3             | Adrián Alexander-Arnold - Matip - Van Dijk - Robertson Henderson - Fabinho - Milner Salah - Firmino - Mané                   | Wijnaldum ( 66e Milner) · Shaqiri ( 87e Henderson)                                          |                                |
|                                         | | |                                             | |                                                                                             |                                |
| Red Bull Salzbourg - Liverpool FC 4-3-3 | Adrián Alexander-Arnold - Gomez - Van Dijk - Robertson Henderson - Fabinho - Wijnaldum Salah - Firmino - Mané        | Milner ( 62e Henderson) · Origi ( 64e Wijnaldum) · Keïta ( 90e Salah)                                    | Liverpool FC - Leicester City 4-3-3         | Adrián Alexander-Arnold - Lovren - Van Dijk - Robertson Milner - Fabinho - Wijnaldum Salah - Firmino - Mané                  | Henderson ( 78e Wijnaldum) · Origi ( 78e Firmino) · Lallana ( 90e Salah)                    |                                |
|                                         | | |                                             | |                                                                                             |                                |
| Manchester United - Liverpool FC 4-3-3  | Alisson Alexander-Arnold - Gomez - Van Dijk - Robertson Henderson - Fabinho - Wijnaldum Mané - Firmino - Origi       | Oxlade-Chamberlain ( 60e Origi) · Lallana ( 71e Henderson) · Keïta ( 82e Wijnaldum)                      | KRC Genk - Liverpool FC 4-3-3               | Alisson Milner, Lovren, Van Dijk, Robertson Oxlade-Chamberlain - Fabinho - Keïta Salah - Firmino - Mané                      | Gomez ( 63e Robertson) · Wijnaldum ( 73e Oxlade-Chamberlain) · Origi ( 80e Firmino)         |                                |
|                                         | | |                                             | |                                                                                             |                                |
| Liverpool FC - Tottenham Hotspur 4-3-3  | Alisson Alexander-Arnold, Lovren, Van Dijk, Robertson Henderson - Fabinho - Wijnaldum Salah - Firmino - Mané         | Milner ( 77e Wijnaldum) · Gomez ( 85e Salah) · Origi ( 90e Firmino)                                      | Aston Villa - Liverpool FC 4-3-3            | Alisson Alexander-Arnold - Lovren, Van Dijk - Robertson Henderson - Lallana - Wijnaldum Salah - Firmino - Mané               | Oxlade-Chamberlain ( 65e Salah) · Origi ( 65e Wijnaldum) · Keïta ( 84e Lallana)             |                                |
|                                         | | |                                             | |                                                                                             |                                |
| Liverpool FC - KRC Genk 4-3-3           | Alisson Alexander-Arnold, Gomez, Van Dijk, Milner Oxlade-Chamberlain - Fabinho - Wijnaldum Salah - Origi - Keïta     | Robertson ( 74e Keïta) · Mané ( 74e Oxlade-Chamberlain) · Firmino ( 89e Origi)                           | Crystal Palace - Liverpool FC 4-3-3         | Alisson Alexander-Arnold - Lovren - Van Dijk - Robertson Henderson - Fabinho - Wijnaldum Oxlade-Chamberlain - Firmino - Mané | Origi ( 64e Oxlade-Chamberlain) · Milner ( 79e Henderson) · Gomez ( 89e Firmino)            |                                |
|                                         | | |                                             | |                                                                                             |                                |
| SSC Naples - Liverpool FC 4-3-3         | Alisson Gomez - Lovren - Van Dijk - Robertson Henderson - Fabinho - Milner Salah - Firmino - Mané                    | Wijnaldum ( 19e Fabinho) · Oxlade-Chamberlain ( 57e Gomez) · Alexander-Arnold ( 78e Milner)              | Liverpool FC - Brighton & Hove Albion 4-3-3 | Alisson Alexander-Arnold - Lovren - Van Dijk - Robertson Oxlade-Chamberlain - Henderson - Wijnaldum Salah - Firmino - Mané   | Lallana ( 69e Salah) · Origi ( 76e Firmino) · Adrián ( 79e Oxlade-Chamberlain)              |                                |
|                                         | | |                                             | |                                                                                             |                                |
| Liverpool FC - Everton FC 4-2-3-1       | Adrián Alexander-Arnold - Lovren - Van Dijk - Robertson Wijnaldum - Milner Shaqiri - Lallana - Mané Origi            | Henderson ( 73e Lallana) · Firmino ( 74e Origi) · Gomez ( 83e Alexander-Arnold)                          | AFC Bournemouth - Liverpool FC 4-3-3        | Alisson Gomez - Lovren - Van Dijk - Robertson Milner - Henderson - Keïta Salah - Firmino - Oxlade-Chamberlain                | Alexander-Arnold ( 40e Lovren) · Jones ( 76e Robertson) · Shaqiri ( 87e Oxlade-Chamberlain) |                                |
|                                         | | |                                             | |                                                                                             |                                |
| Liverpool FC - Watford FC 4-2-3-1       | Alisson Alexander-Arnold - Gomez - Van Dijk - Milner Henderson - Wijnaldum Shaqiri - Firmino - Mané Salah            | Robertson ( 59e Wijnaldum) · Oxlade-Chamberlain ( 70e Shaqiri) · Origi ( 88e Firmino)                    | CF Monterrey - Liverpool FC 4-3-2-1         | Alisson Milner - Henderson - Gomez - Robertson Keïta - Lallana - Shaqiri Salah - Oxlade-Chamberlain Origi                    | Mané ( 68e Shaqiri) · Alexander-Arnold ( 74e Milner) · Firmino ( 85e Origi)                 |                                |
|                                         | | |                                             | |                                                                                             |                                |
| Liverpool FC - CR Flamengo 4-3-3        | Alisson Alexander-Arnold - Gomez - Van Dijk - Robertson Keïta - Henderson - Oxlade-Chamberlain Salah - Firmino -Mané | Lallana ( 75e Oxlade-Chamberlain) · Milner ( 100e Keïta) · Origi ( 106e Firmino) · Shaqiri ( 120e Salah) | Leicester City - Liverpool FC 4-3-3         | Alisson Alexander-Arnold - Gomez - Van Dijk - Robertson Keïta - Henderson - Wijnaldum Salah - Firmino -Mané                  | Origi ( 70e Salah) · Milner ( 70e Keïta) · Lallana ( 82e Henderson)                         |                                |

##### Deuxième partie de saison
| Match                                        | Joueurs titulaires | Joueurs entrés en cours de jeu                                                         |                                               | Match | Joueurs titulaires                                                                                               | Joueurs entrés en cours de jeu |
| -------------------------------------------- | --- | -------------------------------------------------------------------------------------- | --------------------------------------------- | --- | --- | ------------------------------ |
| Liverpool FC - Wolverhampton Wanderers 4-3-3 | Alisson Alexander-Arnold - Van Dijk - Gomez - Robertson Lallana - Henderson - Wijnaldum Salah - Firmino - Mané               | Keïta ( 67e Lallana) · Milner ( 86e Wijnaldum) · Origi ( 86e Firmino)                  | Liverpool FC - Sheffield United 4-2-3-1       | Alisson Gomez - Van Dijk - Robertson Henderson - Wijnaldum Milner - Firmino - Mané Salah                                   | Origi ( 78e Mané) · Lallana ( 88e Robertson) · Elliott ( 90e Salah)                                              |                                |
|                                              | |                                                                                        |                                               | | |                                |
| Tottenham Hotspur - Liverpool FC 4-3-3       | Alisson Alexander-Arnold - Gomez - Van Dijk - Robertson Oxlade-Chamberlain - Henderson - Wijnaldum Salah - Firmino - Mané    | Lallana ( 61e Oxlade-Chamberlain) · Origi ( 81e Mané) · Shaqiri ( 90e Salah)           | West Ham United - Liverpool FC 4-3-3          | Alisson Alexander-Arnold - Gomez - Van Dijk - Robertson Oxlade-Chamberlain - Henderson - Wijnaldum Salah - Firmino - Origi | Fabinho ( 69e Origi) · Keïta ( 78e Alexander-Arnold) · Jones ( 86e Oxlade-Chamberlain)                           |                                |
|                                              | |                                                                                        |                                               | | |                                |
| Liverpool FC - Southampton FC 4-3-3          | Alisson Alexander-Arnold - Gomez - Van Dijk - Robertson Wijnaldum - Fabinho - Henderson Salah - Firmino - Oxlade-Chamberlain | Keïta ( 73e Oxlade-Chamberlain) · Minamino ( 81e Wijnaldum) · Lallana ( 88e Henderson) | Norwich City - Liverpool FC 4-3-3             | Alisson Alexander-Arnold - Gomez - Van Dijk - Robertson Wijnaldum - Henderson - Keïta Salah - Firmino - Oxlade-Chamberlain | Mané ( 60e Oxlade-Chamberlain) · Fabinho ( 60e Wijnaldum) · Milner ( 85e Keïta)                                  |                                |
|                                              | |                                                                                        |                                               | | |                                |
| Liverpool FC - West Ham United 4-3-3         | Alisson Alexander-Arnold - Gomez - Van Dijk - Robertson Keïta - Fabinho - Wijnaldum Salah - Firmino - Mané                   | Oxlade-Chamberlain ( 57e Keïta) · Mané ( 90e Matip)                                    | Watford FC - Liverpool FC 4-3-3               | Alisson Alexander-Arnold - Lovren - Van Dijk - Robertson Oxlade-Chamberlain - Fabinho - Wijnaldum Salah - Firmino - Mané   | Lallana ( 61e Wijnaldum) · Origi ( 65e Oxlade-Chamberlain) · Minamino ( 79e Firmino)                             |                                |
|                                              | |                                                                                        |                                               | | |                                |
| Liverpool FC - AFC Bournemouth 4-3-3         | Adrián Alexander-Arnold - Gomez - Van Dijk - Milner Oxlade-Chamberlain - Fabinho - Wijnaldum Salah - Firmino - Mané          | Lallana ( 84e Oxlade-Chamberlain) · Origi ( 90e Firmino)                               | Liverpool FC - Atlético Madrid (Retour) 4-3-3 | Adrián Alexander-Arnold - Gomez - Van Dijk - Robertson Oxlade-Chamberlain - Henderson - Wijnaldum Salah - Firmino - Mané   | Milner ( 82e Oxlade-Chamberlain) · Origi ( 106e Wijnaldum) · Fabinho ( 106e Henderson · Minamino ( 113e Firmino) |                                |

#### Apparitions
| N.    | Pos.  | Nom                        | Premier League | Premier League | FA Cup | FA Cup | EFL Cup | EFL Cup | Ligue des Champions | Ligue des Champions | Autres | Autres | Total | Total  |    |
| N.    | Pos.  | Nom                        | Tits.          | Remps.         | Tit.   | Remps. | Tits.   | Remps.  | Tits.               | Remps.              | Tits.  | Remps. | Tits. | Remps. |    |
| ----- | ----- | -------------------------- | -------------- | -------------- | ------ | ------ | ------- | ------- | ------------------- | ------------------- | ------ | ------ | ----- | ------ | -- |
| 1     | GB    | Alisson                    | 20             | 20             | 0      | 0      | 0       | 0       | 5                   | 5                   | 3      | 3      | 28    | 28     |    |
| 3     | MDC   | Fabinho                    | 20             | 15             | 2      | 2      | 0       | 0       | 7                   | 6                   | 2      | 2      | 31    | 25     |    |
| 4     | DC    | Virgil van Dijk            | 29             | 29             | 1      | 1      | 0       | 0       | 8                   | 8                   | 3      | 3      | 41    | 41     |    |
| 5     | MC    | Georginio Wijnaldum        | 28             | 28             | 0      | 0      | 0       | 0       | 8                   | 5                   | 2      | 1      | 38    | 34     |    |
| 6     | DC    | Dejan Lovren               | 9              | 9              | 1      | 1      | 1       | 1       | 3                   | 3                   | 0      | 0      | 14    | 14     |    |
| 7     | MC    | James Milner               | 18             | 7              | 2      | 1      | 2       | 2       | 8                   | 4                   | 3      | 2      | 33    | 16     |    |
| 8     | MC    | Naby Keïta                 | 9              | 4              | 0      | 0      | 2       | 2       | 4                   | 3                   | 3      | 2      | 18    | 11     |    |
| 9     | BU    | Roberto Firmino            | 29             | 27             | 2      | 0      | 0       | 0       | 8                   | 7                   | 4      | 2      | 43    | 36     |    |
| 10    | AG    | Sadio Mané                 | 26             | 24             | 1      | 1      | 0       | 0       | 8                   | 7                   | 3      | 2      | 38    | 34     |    |
| 11    | AD    | Mohamed Salah              | 26             | 26             | 2      | 0      | 0       | 0       | 8                   | 8                   | 4      | 4      | 40    | 38     |    |
| 12    | DC    | Joe Gomez                  | 19             | 14             | 2      | 2      | 2       | 2       | 7                   | 5                   | 4      | 4      | 34    | 27     |    |
| 13    | GB    | Adrián                     | 11             | 9              | 3      | 3      | 0       | 0       | 3                   | 3                   | 1      | 1      | 18    | 16     |    |
| 14    | MDC   | Jordan Henderson           | 25             | 22             | 0      | 0      | 0       | 0       | 6                   | 6                   | 4      | 4      | 35    | 32     |    |
| 15    | MC    | Alex Oxlade-Chamberlain    | 21             | 13             | 2      | 0      | 2       | 2       | 5                   | 3                   | 4      | 3      | 34    | 21     |    |
| 18    | AD    | Takumi Minamino            | 3              | 0              | 3      | 3      | 0       | 0       | 1                   | 0                   | 0      | 0      | 7     | 3      |    |
| 20    | MC    | Adam Lallana               | 15             | 3              | 2      | 2      | 2       | 2       | 0                   | 0                   | 3      | 1      | 22    | 8      |    |
| 23    | AD    | Xherdan Shaqiri            | 6              | 2              | 0      | 0      | 0       | 0       | 1                   | 0                   | 3      | 1      | 10    | 3      |    |
| 24    | BU    | Rhian Brewster             | 0              | 0              | 1      | 0      | 2       | 2       | 0                   | 0                   | 0      | 0      | 3     | 2      |    |
| 26    | DG    | Andrew Robertson           | 28             | 27             | 1      | 1      | 0       | 0       | 8                   | 7                   | 4      | 4      | 41    | 39     |    |
| 27    | AG/BU | Divock Origi               | 22             | 5              | 3      | 3      | 1       | 1       | 6                   | 1                   | 4      | 2      | 36    | 12     |    |
| 32    | DC    | Joël Matip                 | 8              | 7              | 1      | 1      | 0       | 0       | 1                   | 1                   | 2      | 1      | 12    | 10     |    |
| 46    | DG    | Adam Lewis (en)            | 0              | 0              | 1      | 1      | 0       | 0       | 0                   | 0                   | 0      | 0      | 1     | 1      |    |
| 47    | DC    | Nathaniel Phillips         | 0              | 0              | 1      | 1      | 0       | 0       | 0                   | 0                   | 0      | 0      | 1     | 1      |    |
| 48    | MC    | Curtis Jones               | 2              | 0              | 4      | 4      | 2       | 1       | 0                   | 0                   | 0      | 0      | 8     | 5      |    |
| 49    | BU    | Liam Millar                | 0              | 0              | 1      | 1      | 0       | 0       | 0                   | 0                   | 0      | 0      | 1     | 1      |    |
| 51    | DD    | Ki-Jana Hoever             | 0              | 0              | 1      | 1      | 2       | 2       | 0                   | 0                   | 0      | 0      | 3     | 3      |    |
| 53    | BU    | Joe Hardy (en)             | 0              | 0              | 1      | 0      | 0       | 0       | 0                   | 0                   | 0      | 0      | 1     | 0      |    |
| 54    | DG    | Tony Gallacher (en)        | 0              | 0              | 0      | 0      | 1       | 1       | 0                   | 0                   | 0      | 0      | 1     | 1      |    |
| 55    | MC    | Herbie Kane (en)           | 0              | 0              | 0      | 0      | 2       | 1       | 0                   | 0                   | 0      | 0      | 2     | 1      |    |
| 57    | MC    | Isaac Christie-Davies (en) | 0              | 0              | 0      | 0      | 1       | 1       | 0                   | 0                   | 0      | 0      | 1     | 1      |    |
| 62    | GB    | Caoimhín Kelleher          | 0              | 0              | 1      | 1      | 3       | 3       | 0                   | 0                   | 0      | 0      | 4     | 4      |    |
| 66    | DD    | Trent Alexander-Arnold     | 29             | 28             | 0      | 0      | 0       | 0       | 7                   | 6                   | 4      | 2      | 40    | 36     |    |
| 67    | MC    | Harvey Elliott             | 1              | 0              | 3      | 3      | 3       | 3       | 0                   | 0                   | 0      | 0      | 7     | 6      |    |
| 68    | MC    | Pedro Chirivella           | 0              | 0              | 3      | 3      | 3       | 1       | 0                   | 0                   | 0      | 0      | 6     | 4      |    |
| 69    | MC    | Elijah Dixon-Bonner (en)   | 0              | 0              | 1      | 0      | 0       | 0       | 0                   | 0                   | 0      | 0      | 1     | 0      |    |
| 70    | DC    | Yasser Larouci             | 0              | 0              | 2      | 1      | 0       | 0       | 0                   | 0                   | 0      | 0      | 2     | 1      |    |
| 72    | DC    | Sepp van den Berg          | 0              | 0              | 1      | 1      | 3       | 2       | 0                   | 0                   | 0      | 0      | 4     | 3      |    |
| 75    | AG    | Luis Longstaff (en)        | 0              | 0              | 0      | 0      | 1       | 1       | 0                   | 0                   | 0      | 0      | 1     | 1      |    |
| 76    | DC    | Neco Williams              | 0              | 0              | 4      | 4      | 1       | 1       | 0                   | 0                   | 0      | 0      | 5     | 5      |    |
| 77    | DC    | Morgan Boyes (en)          | 0              | 0              | 1      | 0      | 1       | 1       | 0                   | 0                   | 0      | 0      | 2     | 1      |    |
| 80    | MC    | Jake Cain (en)             | 0              | 0              | 1      | 1      | 0       | 0       | 0                   | 0                   | 0      | 0      | 1     | 1      |    |
| 81    | MC    | Jack Bearne (en)           | 0              | 0              | 0      | 0      | 1       | 0       | 0                   | 0                   | 0      | 0      | 1     | 0      |    |
| 84    | MDC   | Leighton Clarkson          | 0              | 0              | 1      | 1      | 1       | 0       | 0                   | 0                   | 0      | 0      | 2     | 1      |    |
| 93    | DG    | James Norris (en)          | 0              | 0              | 0      | 0      | 1       | 0       | 0                   | 0                   | 0      | 0      | 1     | 0      |    |
| 99    | MC    | Thomas Hill (en)           | 0              | 0              | 0      | 0      | 1       | 1       | 0                   | 0                   | 0      | 0      | 1     | 1      |    |
| Total | Total | Total                      | Total          | 29             | 29     | 4      | 4       | 3       | 3                   | 8                   | 8      | 4      | 4     | 48     | 48 |

#### Discipline
Inclut uniquement les matches officiels. La liste est classée par numéro de maillot lorsque le total des cartons est égal.
| N.    | Pos.       | Nom                     | Premier League | Premier League | FA Cup | FA Cup       | EFL Cup | EFL Cup      | Ligue des Champions | Ligue des Champions | Autres | Autres       | Total  | Total        |
| N.    | Pos.       | Nom                     | Averti         | Carton rouge   | Averti | Carton rouge | Averti  | Carton rouge | Averti              | Carton rouge        | Averti | Carton rouge | Averti | Carton rouge |
| ----- | ---------- | ----------------------- | -------------- | -------------- | ------ | ------------ | ------- | ------------ | ------------------- | ------------------- | ------ | ------------ | ------ | ------------ |
| 1     | GB         | Alisson                 | 0              | 1              | 0      | 0            | 0       | 0            | 0                   | 0                   | 0      | 0            | 0      | 1            |
| 3     | MDC        | Fabinho                 | 5              | 0              | 1      | 0            | 0       | 0            | 1                   | 0                   | 0      | 0            | 7      | 0            |
| 4     | DC         | Virgil van Dijk         | 1              | 0              | 0      | 0            | 0       | 0            | 0                   | 0                   | 0      | 0            | 1      | 0            |
| 6     | DC         | Dejan Lovren            | 1              | 0              | 0      | 0            | 0       | 0            | 0                   | 0                   | 0      | 0            | 1      | 0            |
| 7     | MC         | James Milner            | 3              | 0              | 1      | 0            | 0       | 0            | 1                   | 0                   | 1      | 0            | 6      | 0            |
| 8     | MC         | Naby Keïta              | 1              | 0              | 0      | 0            | 0       | 0            | 0                   | 0                   | 0      | 0            | 1      | 0            |
| 9     | BU         | Roberto Firmino         | 0              | 0              | 0      | 0            | 0       | 0            | 0                   | 0                   | 1      | 0            | 1      | 0            |
| 10    | AG         | Sadio Mané              | 2              | 0              | 1      | 0            | 0       | 0            | 2                   | 0                   | 1      | 0            | 6      | 0            |
| 11    | AD         | Mohamed Salah           | 1              | 0              | 0      | 0            | 0       | 0            | 0                   | 0                   | 1      | 0            | 2      | 0            |
| 12    | DC         | Joe Gomez               | 3              | 0              | 0      | 0            | 0       | 0            | 2                   | 0                   | 1      | 0            | 6      | 0            |
| 13    | GB         | Adrián                  | 1              | 0              | 0      | 0            | 0       | 0            | 0                   | 0                   | 0      | 0            | 1      | 0            |
| 14    | MDC        | Jordan Henderson        | 1              | 0              | 0      | 0            | 0       | 0            | 0                   | 0                   | 1      | 0            | 2      | 0            |
| 15    | MC         | Alex Oxlade-Chamberlain | 1              | 0              | 0      | 0            | 0       | 0            | 0                   | 0                   | 0      | 0            | 1      | 0            |
| 20    | MC         | Adam Lallana            | 1              | 0              | 0      | 0            | 1       | 0            | 0                   | 0                   | 0      | 0            | 2      | 0            |
| 24    | BU         | Rhian Brewster          | 0              | 0              | 0      | 0            | 1       | 0            | 0                   | 0                   | 0      | 0            | 1      | 0            |
| 26    | DG         | Andrew Robertson        | 1              | 0              | 0      | 0            | 0       | 0            | 2                   | 0                   | 0      | 0            | 3      | 0            |
| 57    | MC         | Isaac Christie-Davies   | 0              | 0              | 0      | 0            | 1       | 0            | 0                   | 0                   | 0      | 0            | 1      | 0            |
| 66    | DD         | Trent Alexander-Arnold  | 4              | 0              | 0      | 0            | 0       | 0            | 1                   | 0                   | 1      | 0            | 6      | 0            |
| 70    | DC         | Yasser Larouci          | 0              | 0              | 1      | 0            | 0       | 0            | 0                   | 0                   | 0      | 0            | 1      | 0            |
| 76    | DC         | Neco Williams           | 0              | 0              | 1      | 0            | 0       | 0            | 0                   | 0                   | 0      | 0            | 1      | 0            |
| –     | Entraîneur | Jürgen Klopp            | 0              | 0              | 0      | 0            | 0       | 0            | 2                   | 0                   | 1      | 0            | 3      | 0            |
| Total | Total      | Total                   | 26             | 1              | 5      | 0            | 3       | 0            | 11                  | 0                   | 8      | 0            | 53     | 1            |

#### Buteurs
Inclut uniquement les matches officiels. La liste est classée par numéro de maillot lorsque le total de but est égal.
| Rang        | Pos.        | No.         | Joueurs                 | Premier League | FA Cup | EFL Cup | Ligue des Champions | Autres | Total |
| ----------- | ----------- | ----------- | ----------------------- | -------------- | ------ | ------- | ------------------- | ------ | ----- |
| 1           | AD          | 11          | Mohamed Salah           | 16             | 0      | 0       | 4                   | 0      | 20    |
| 2           | AG          | 10          | Sadio Mané              | 14             | 0      | 0       | 2                   | 2      | 18    |
| 3           | BU          | 9           | Roberto Firmino         | 8              | 0      | 0       | 1                   | 2      | 11    |
| 4           | MC          | 15          | Alex Oxlade-Chamberlain | 3              | 0      | 1       | 3                   | 0      | 7     |
| 5           | MC          | 5           | Georginio Wijnaldum     | 3              | 0      | 0       | 2                   | 0      | 5     |
| 5           | BU          | 27          | Divock Origi            | 3              | 0      | 2       | 0                   | 0      | 5     |
| 7           | DC          | 4           | Virgil van Dijk         | 4              | 0      | 0       | 0                   | 0      | 4     |
| 7           | M           | 7           | James Milner            | 2              | 0      | 2       | 0                   | 0      | 4     |
| 9           | MC          | 8           | Naby Keïta              | 1              | 0      | 0       | 1                   | 1      | 3     |
| 9           | MDC         | 14          | Jordan Henderson        | 3              | 0      | 0       | 0                   | 0      | 3     |
| 11          | DG          | 26          | Andrew Robertson        | 1              | 0      | 0       | 1                   | 0      | 2     |
| 11          | DC          | 32          | Joël Matip              | 1              | 0      | 0       | 0                   | 1      | 2     |
| 11          | MC          | 48          | Curtis Jones            | 0              | 2      | 0       | 0                   | 0      | 2     |
| 11          | DD          | 66          | Trent Alexander-Arnold  | 2              | 0      | 0       | 0                   | 0      | 2     |
| 15          | MDC         | 3           | Fabinho                 | 1              | 0      | 0       | 0                   | 0      | 1     |
| 15          | DC          | 6           | Dejan Lovren            | 0              | 0      | 0       | 1                   | 0      | 1     |
| 15          | MC          | 20          | Adam Lallana            | 1              | 0      | 0       | 0                   | 0      | 1     |
| 15          | AG          | 23          | Xherdan Shaqiri         | 1              | 0      | 0       | 0                   | 0      | 1     |
| 15          | DC          | 51          | Ki-Jana Hoever          | 0              | 0      | 1       | 0                   | 0      | 1     |
| Autres Buts | Autres Buts | Autres Buts | Autres Buts             | 2              | 2      | 1       | 0                   | 0      | 5     |
| Total       | Total       | Total       | Total                   | 66             | 4      | 7       | 15                  | 6      | 98    |

#### Passeurs
Inclut uniquement les matches officiels. La liste est classée par numéro de maillot lorsque le total de passe est égal.
| Rang | Pos. | No. | Joueurs                 | Premier League | FA Cup | EFL Cup | Champions League | Autres | Total |
| ---- | ---- | --- | ----------------------- | -------------- | ------ | ------- | ---------------- | ------ | ----- |
| 1    | DD   | 66  | Trent Alexander-Arnold  | 12             | 0      | 0       | 1                | 1      | 14    |
| 2    | BU   | 9   | Roberto Firmino         | 7              | 0      | 0       | 4                | 1      | 12    |
| 3    | AG   | 10  | Sadio Mané              | 7              | 0      | 0       | 2                | 1      | 10    |
| 4    | AD   | 11  | Mohamed Salah           | 6              | 0      | 0       | 2                | 1      | 9     |
| 5    | DG   | 26  | Andrew Robertson        | 7              | 0      | 0       | 0                | 0      | 7     |
| 6    | MDC  | 14  | Jordan Henderson        | 5              | 0      | 0       | 0                | 0      | 5     |
| 7    | MC   | 7   | James Milner            | 2              | 0      | 1       | 1                | 0      | 4     |
| 8    | MDC  | 3   | Fabinho                 | 1              | 0      | 0       | 1                | 0      | 2     |
| 8    | DC   | 4   | Virgil van Dijk         | 1              | 0      | 0       | 0                | 1      | 2     |
| 8    | MC   | 20  | Adam Lallana            | 1              | 0      | 1       | 0                | 0      | 2     |
| 8    | BU   | 27  | Divock Origi            | 1              | 1      | 0       | 0                | 0      | 2     |
| 12   | GB   | 1   | Alisson                 | 1              | 0      | 0       | 0                | 0      | 1     |
| 12   | DC   | 6   | Dejan Lovren            | 1              | 0      | 0       | 0                | 0      | 1     |
| 12   | MC   | 8   | Naby Keïta              | 1              | 0      | 0       | 0                | 0      | 1     |
| 12   | MC   | 15  | Alex Oxlade-Chamberlain | 0              | 0      | 0       | 1                | 0      | 1     |
| 12   | MC   | 48  | Curtis Jones            | 0              | 0      | 1       | 0                | 0      | 1     |
| 12   | DC   | 68  | Pedro Chirivella        | 0              | 1      | 0       | 0                | 0      | 1     |
| 12   | DC   | 76  | Neco Williams           | 0              | 0      | 1       | 0                | 0      | 1     |

#### Clean Sheets
| No.   | Joueurs           | Premier League | FA Cup | EFL Cup | Ligue des Champions | Autres | Total |
| ----- | ----------------- | -------------- | ------ | ------- | ------------------- | ------ | ----- |
| 1     | Becker            | 10             | 0      | 0       | 1                   | 1      | 12    |
| 13    | Adrián            | 2              | 1      | 0       | 0                   | 0      | 3     |
| 62    | Caoimhín Kelleher | 0              | 1      | 1       | 0                   | 0      | 2     |
| Total | Total             | 12             | 2      | 1       | 1                   | 1      | 17    |

## Trophée du Meilleur Joueur du mois

### Liverpool Standard Chartered Player of the Month award
Attribué chaque mois au joueur choisi par les fans votant sur Liverpoolfc.com
| Mois      | Joueur                  | Ref    |
| --------- | ----------------------- | ------ |
| Août      | Mohamed Salah           | [ 59 ] |
| Septembre | Roberto Firmino         | [ 60 ] |
| Octobre   | Alex Oxlade-Chamberlain | [ 61 ] |
| Novembre  | Sadio Mané              | [ 62 ] |
| Décembre  | Trent Alexander-Arnold  | [ 63 ] |
| Janvier   | Mohamed Salah           | [ 64 ] |
| Février   | Trent Alexander-Arnold  | [ 65 ] |

## Équipe Réserve et Centre de Formation

### Effectif des jeunes de formation
Ce tableau liste l'effectif de la réserve et du centre de formation de Liverpool FC pour la saison 2019-2020.
| N°                 | Poste | Nat.                                                  | Nom                       | Date de Naissance   | Sélection                  | Club Précédent      | Contrat   |
| ------------------ | ----- | ----------------------------------------------------- | ------------------------- | ------------------- | -------------------------- | ------------------- | --------- |
| Gardiens de but    |       |                                                       |                           |                     |                            |                     |           |
| 60                 | G     | Drapeau de l'Angleterre                               | Shamal George (U23)       | 06/01/1998 (27 ans) | –                          | Formé au club       | 2016-     |
| 63                 | G     | Drapeau de l'Angleterre                               | Ben Winterbottom (U18)    | 16/07/2001 (23 ans) | –                          | Blackburn Rovers    | 2019-     |
| 78                 | G     | Drapeau de la Tchéquie                                | Vítezslav Jaroš (U23)     | 23/07/2001 (23 ans) | Tchéquie -18 ans           | SK Slavia Prague    | 2019-     |
| —                  | G     | Drapeau de la Pologne                                 | Jakub Ojrzyński (U18)     | 19/03/2003 (22 ans) | Pologne -17 ans            | Legia Varsovie      | 2019-2023 |
| —                  | G     | Drapeau de l'Angleterre                               | Oscar Kelly (U18)         | 22/11/2002 (22 ans) | –                          | Formé au club       | 2019-     |
| —                  | G     | Drapeau de la Guyane                                  | Kai McKenzie-Lyle         | 30/11/1997 (27 ans) | –                          | Barnet FC           | 2019-     |
| Défenseurs         |       |                                                       |                           |                     |                            |                     |           |
| 2                  | D     | Drapeau de l'Irlande du Nord (drapeau du Royaume-Uni) | Conor Bradley             | 09/07/2003 (21 ans) | Irlande du Nord -17 ans    | Dungannon Swifts FC | 2018-     |
| 46                 | D     | Drapeau de l'Angleterre                               | Adam Lewis (U23)          | 08/11/1999 (25 ans) | –                          | Formé au club       | 2019-2023 |
| 54                 | D     | Drapeau de l'Écosse                                   | Tony Gallacher (U23)      | 23/07/1999 (25 ans) | –                          | Falkirk FC          | 2018-     |
| 65                 | D     | Drapeau de l'Écosse                                   | Tom Clayton (U23)         | 16/12/2000 (24 ans) | –                          | Formé au club       | 2019-     |
| 70                 | D     | Drapeau de l'Algérie                                  | Yasser Larouci            | 01/01/2001 (24 ans) | –                          | Le Havre            | 2019-     |
| 76                 | D     | Drapeau du pays de Galles                             | Neco Williams (U23)       | 13/04/2001 (23 ans) | Pays de Galles -19 ans     | Formé au club       | 2019-     |
| 77                 | D     | Drapeau du pays de Galles                             | Morgan Boyes (U23)        | 22/04/2001 (23 ans) | Pays de Galles -19 ans     | Formé au club       | 2019-     |
| 83                 | D     | Drapeau de l'Angleterre                               | Jack Walls (U18)          | 16/10/2001 (23 ans) | –                          | Formé au club       | 2018-     |
| 85                 | D     | Drapeau de l'Angleterre                               | Remi Savage (U18)         | 26/10/2001 (23 ans) | –                          | Formé au club       | 2018-     |
| 89                 | D     | Drapeau de la France                                  | Billy Koumetio            | 14/11/2002 (22 ans) | France -18 ans             | US Orléans          | 2019-     |
| 93                 | D     | Drapeau de l'Angleterre                               | James Norris (U18)        | 04/04/2003 (21 ans) | Angleterre -17 ans         | Formé au club       | 2019-     |
| 94                 | D     | Drapeau de l'Angleterre                               | Jarell Quansah (U18)      | 29/01/2003 (22 ans) | Angleterre -17 ans         | Formé au club       | 2019-     |
| —                  | D     | Drapeau du pays de Galles                             | Owen Beck (U18)           | 09/08/2002 (22 ans) | –                          | Formé au club       | 2019-     |
| —                  | D     | Drapeau de la France                                  | Abel Rodrigues (U18)      | 16/12/2001 (23 ans) | –                          | Formé au club       | —         |
| —                  | D     | Drapeau de l'Angleterre                               | Sean Wilson (U18)         | 02/03/2003 (22 ans) | –                          | Formé au club       | 2019-     |
| —                  | D     | Drapeau de l'Angleterre                               | Rhys Williams (U23)       | 03/02/2001 (24 ans) | Angleterre -19 ans         | Formé au club       | 2019-     |
| Milieux de terrain |       |                                                       |                           |                     |                            |                     |           |
| 45                 | M     | Drapeau de la Bosnie-Herzégovine                      | Dal Varešanović (U23)     | 23/05/2001 (23 ans) | Bosnie-Herzégovine -19 ans | FK Sarajevo         | 2019-2020 |
| 68                 | M     | Drapeau de l'Espagne                                  | Pedro Chirivella          | 23/05/1997 (27 ans) | –                          | Valence CF          | 2015-2020 |
| 69                 | M     | Drapeau de l'Angleterre                               | Elijah Dixon-Bonner (U23) | 01/01/2001 (24 ans) | –                          | Arsenal FC          | 2019-     |
| 75                 | M     | Drapeau de l'Angleterre                               | Luis Longstaff (U23)      | 24/02/2001 (24 ans) | –                          | Newcastle United    | 2019-     |
| 80                 | M     | Drapeau de l'Angleterre                               | Jake Cain (U18)           | 02/09/2001 (23 ans) | –                          | Formé au club       | 2018-     |
| 84                 | M     | Drapeau de l'Angleterre                               | Leighton Clarkson (U18)   | 19/10/2001 (23 ans) | –                          | Formé au club       | 2018-     |
| 92                 | M     | Drapeau de l'Angleterre                               | Tyler Morton (U18)        | 31/10/2002 (22 ans) | –                          | Formé au club       | 2019-     |
| 99                 | M     | Drapeau de l'Angleterre                               | Thomas Hill (U18)         | 13/10/2002 (22 ans) | –                          | Formé au club       | 2019-     |
| —                  | M     | Drapeau de l'Angleterre                               | Abdi Sharif (U23)         | 01/01/2001 (24 ans) | Angleterre -18 ans         | Formé au club       | 2019-     |
| —                  | M     | Drapeau de l'Irlande du Nord (drapeau du Royaume-Uni) | Liam Coyle (U23)          | 06/12/1999 (25 ans) | Irlande du Nord Espoirs    | Formé au club       | 2018-     |
| —                  | M     | Drapeau des États-Unis                                | Matteo Ritaccio (U18)     | 04/10/2001 (23 ans) | –                          | BW Gottschee        | 2018-     |
| —                  | M     | Drapeau de l'Angleterre                               | Niall Brookwell (U18)     | 22/03/2002 (23 ans) | –                          | Formé au club       | 2018-     |
| —                  | M     | Drapeau de l'Angleterre                               | Dominic Corness (U18)     | 05/05/2003 (21 ans) | –                          | Formé au club       | 2019-     |
| —                  | M     | Drapeau de l'Angleterre                               | Alex Turner (U18)         | 26/09/2000 (24 ans) | –                          | Formé au club       | 2019-     |
| Attaquants         |       |                                                       |                           |                     |                            |                     |           |
| 49                 | A     | Drapeau du Canada                                     | Liam Millar               | 27/09/1999 (25 ans) | Canada Espoirs             | Fulham FC           | 2018-     |
| 53                 | A     | Drapeau de l'Angleterre                               | Joe Hardy (U23)           | 26/09/1998 (26 ans) | –                          | Brentford FC        | 2020-     |
| 81                 | A     | Drapeau de l'Angleterre                               | Jack Bearne (U18)         | 15/09/2001 (23 ans) | –                          | Notts County FC     | 2017-     |
| 97                 | A     | Drapeau de l'Angleterre                               | Layton Stewart (U18)      | 03/09/2002 (22 ans) | Angleterre -18 ans         | Formé au club       | 2019-     |
| —                  | A     | Drapeau de l'Allemagne                                | Paul Glatzel (U23)        | 20/02/2001 (24 ans) | Allemagne -18 ans          | Formé au club       | 2019-     |
| —                  | A     | Drapeau de l'Angleterre                               | Fidel O'Rourke (U18)      | 05/02/2003 (22 ans) | –                          | Formé au club       | 2018-     |
| —                  | A     | Drapeau de l'Angleterre                               | Max Woltman (Centre)      | 20/08/2003 (21 ans) | –                          | Formé au club       | —         |

### Joueurs prêtes des jeunes de formation
Le tableau suivant liste les joueurs en prêt pour la saison 2019-2020.
| Joueurs prêtés |       |                           |                       |                     |                    |                |
| N°             | Poste | Nat.                      | Nom                   | Date de Naissance   | Sélection          | Club en prêt   |
| 52             | G     | Drapeau de l'Angleterre   | Daniel Atherton       | 18/12/1999 (25 ans) | –                  | Marine FC      |
| 55             | M     | Drapeau de l'Angleterre   | Herbie Kane           | 23/11/1998 (26 ans) | –                  | Hull City      |
| 57             | M     | Drapeau du pays de Galles | Isaac Christie-Davies | 18/10/1997 (27 ans) | –                  | Cercle Bruges  |
| —              | M     | Drapeau de la Colombie    | Anderson Arroyo       | 27/09/1999 (25 ans) | Colombie Olympique | Mladá Boleslav |